# Ángel Fernández Pérez
Ángel Fernández Pérez (* 16. September 1988 in El Astillero) ist ein spanischer Handballspieler und ehemaliger Beachhandballspieler. Der 1,93 m große Fernández  wird auf der Spielposition linker Außenspieler eingesetzt.

## Karriere

### Verein
Ángel Fernández begann 1994 in seiner Heimatstadt beim SDC Astillero mit dem Handballsport. 2006 wechselte er zum spanischen Erstligisten Teka Santander, bei dem er in der Saison 2006/2007 in der Liga Asobal, Spaniens höchster Spielklasse, debütierte. 2008 wurde der Verein aufgelöst, bis dahin hatte Fernández in dessen erster Mannschaft neun Spiele in der Liga Asobal bestritten und darin 38 Tore erzielt. Er schloss er sich dem Drittligisten CD Torrebalonmano aus Torrelavega an, mit dem er im ersten Jahr in die zweite spanische Liga aufstieg. Ab der Saison 2013/2014 lief er für Naturhouse La Rioja in der Liga Asobal auf, mit dem er 2014, 2015, 2016 Vizemeister wurde, 2017 und 2018 das Finale im Königspokal und 2016 im Ligapokal erreichte. International spielte er 2013/14, 2014/15, 2015/16 und 2016/17 in der EHF Champions League sowie 2017/18 im EHF-Pokal. Dreimal in Folge wurde er ins All-Star-Team der Liga gewählt. Mit dem Team aus Logroño bestritt er in fünf Erstligaspielzeiten 145 Partien und warf darin 717 Tore.
Zur Saison 2018/19 verpflichtete ihn der polnische Titelträger Vive Kielce. Mit dem Rekordmeister um den spanischen Trainer Talant Dujshebaev gewann er 2019, 2020 und 2021 die Meisterschaft sowie 2019 und 2021 den Pokal. In der Champions League erreichte Kielce 2018/19 das Final Four in Köln, unterlag dort aber Telekom Veszprém.
In der Spielzeit 2021/2022 lief er für den FC Barcelona auf. Mit Barça gewann er die spanische Meisterschaft und die EHF Champions League. In 28 Partien der ersten Liga eingesetzt warf er insgesamt 85 Tore für das Team aus Barcelona.
Anschließend wechselte er zum französischen Verein Limoges Handball. Aus familiären Gründen beendet er sein Engagement in Limoges zum Ende der Spielzeit 2023/2024 der Starligue.
Elf Jahre nach seinem Abschied aus Torrelavega kehrte er zur Saison 2024/2025 zu Bathco BM. Torrelavega zurück, er unterschrieb einen bis 2027 laufenden Vertrag.

### Nationalmannschaft
In der spanischen Nationalmannschaft debütierte Ángel Fernández am 29. April 2015 gegen Deutschland. Sein erstes großes Turnier war die Weltmeisterschaft 2017, bei der Spanien Fünfter wurde. Beim Gewinn der Europameisterschaft 2018 wurde er nach dem Auftaktspiel durch Aitor Ariño ersetzt. Auch bei seiner zweiten Weltmeisterschaft 2019 kam er mit den Iberern nicht über den 7. Platz hinaus. Dafür wurde er bei der Europameisterschaft 2020 erneut Europameister, diesmal warf er 33 Tore in acht Spielen. Bei seiner dritten Weltmeisterschaft 2021 gewann er die Bronzemedaille. Im Jahr 2021 nahm er an den Olympischen Spielen in Tokio teil, bei denen Spanien ebenfalls die Bronzemedaille errang. Bei der Europameisterschaft 2022 gewann er mit Spanien die Silbermedaille, er bestritt acht von neun Spielen und warf 23 Tore. Mit der spanischen Auswahl zur Weltmeisterschaft 2023 gewann er die Bronzemedaille.

### Erfolge und Auszeichnungen
- mit Naturhouse La Rioja
  - All-Star-Team (siete ideal) der Liga ASOBAL: 2015/16, 2016/17, 2017/18

- mit Vive Kielce
  - Polnischer Meister: 2019, 2020, 2021
  - Polnischer Pokalsieger: 2019, 2021

- mit dem FC Barcelona
  - Spanischer Supercupsieger: 2021
  - Katalanischer Supercupsieger: 2021
  - Spanischer Königspokalsieger: 2022
  - Spanischer Meister: 2022
  - Spanischer Ligapokalsieger: 2022
  - EHF-Champions-League-Sieger: 2022

- mit der Nationalmannschaft
  - Olympische Spiele: Bronze 2020
  - Weltmeisterschaften: Bronze 2021 und 2023
  - Europameisterschaften: Gold 2018 und 2020, Silber 2022
  - All-Star-Team der Weltmeisterschaft 2023

### Beachhandball
Ángel Fernández nahm mit der spanischen Beachhandball-Nationalmannschaft an der Beachhandball-Weltmeisterschaft der Männer 2012 im Oman und der Beachhandball-Weltmeisterschaft der Männer 2014 in Brasilien teil, wo seine Auswahl jeweils den 5. Platz belegte. Bei der Beachhandball-Europameisterschaft der Männer 2013 schied die Mannschaft im Viertelfinale aus.